# Cela Nova
Cela Nova (em galego, Celanova) é um município da Espanha na província de Ourense, comunidade autónoma da Galiza. Tem 67,3 km² de área e em 2021 tinha 5 652 habitantes (densidade: 84 hab./km²).

## Demografia
| Variação demográfica do município entre 1991 e 2004 | Variação demográfica do município entre 1991 e 2004 | Variação demográfica do município entre 1991 e 2004 | Variação demográfica do município entre 1991 e 2004 |
| --------------------------------------------------- | --------------------------------------------------- | --------------------------------------------------- | --------------------------------------------------- |
| 1991                                                | 1996                                                | 2001                                                | 2004                                                |
| 5983                                                | 6065                                                | 5993                                                | 6079                                                |

## Património edificado
- Alcázar de Milmanda
- Torre de Vilanova dos Infantes
- Mosteiro de Celanova

## Personalidades
- Teobaldo Nunes, conde de Celanova,
- Nuno de Celanova (1030 -?), conde de Celanova,
- Castor Elices Rodríguez, escritor (1847-1886)
- Manuel Curros Enríquez, poeta (1851-1908),
- Celso Emilio Ferreiro Míguez, poeta (1912-1979),